# AnitaB.org
AnitaB.org (voorheen Anita Borg Institute for Women and Technology, en Institute for Women in Technology) is een wereldwijde non-profitorganisatie gevestigd in Belmont, Californië, VS.
AnitaB.org is opgericht door computerwetenschappers Anita Borg en Telle Whitney. Het primaire doel van het instituut is om vrouwen in technologie te werven en vooruit te helpen.
Het meest bekende programma van het instituut is de Grace Hopper Celebration of Women in Computing Conference, 's werelds grootste samenkomst van vrouwen in de informatica. Van 2002 tot 2017 werd AnitaB.org geleid door Telle Whitney, die samen met Anita Borg de Grace Hopper Celebration of Women in Computing mede-oprichtte.
AnitaB.org wordt momenteel geleid door Brenda Darden Wilkerson, oprichter van het oorspronkelijke initiatief 'Computer Science for All'.